# Гурхунь
Гурхунь(таб. Гурхун) — село в Табасаранском районе Республике Дагестан (Россия). Входит в состав сельского поселения «Сельсовет Дюбекский».

## География
Расположено в 6 км к северо-западу от районного центра села Хучни.

## История
Село образовалось примерно 1850 годах. Предки села пришли из село Хурик.

## Инфраструктура

### Культура
- Центр традиционной культуры народов России.[2]

## Население
| 1895 | 1926 | 1939 | 1970 | 1989 | 2002 | 2010 |
| ---- | ---- | ---- | ---- | ---- | ---- | ---- |
| 149  | ↘122 | ↗164 | ↗255 | ↗340 | ↗486 | ↘484 |
| 2021 |      |      |      |      |      |      |
| ↗493 |      |      |      |      |      |      |